# Zaporiżkoks Zaporoże
Zaporiżkoks Zaporoże (ukr. Міні-Футбольний Клуб «Запоріжкокс» Запоріжжя, Mini-Futbolnyj Kłub "Zaporiżkoks" Zaporiżżia) – ukraiński klub futsalu z siedzibą w Zaporożu, występujący w latach 1993–2002 w futsalowej Wyższej lidze Ukrainy.

## Historia
Chronologia nazw:
- 1987–1996: Nadija Zaporoże (ukr. «Надія» Запоріжжя)
- 1996–1998: Nadija-Zaporiżkoks Zaporoże (ukr. «Надія-Запоріжкокс» Запоріжжя)
- 1998–2002: Zaporiżkoks Zaporoże (ukr. «Запоріжкокс» Запоріжжя)

W 1987 został założony klub futsalowy Nadija Zaporoże, który reprezentował Zaporoski Zakład Koksochemiczny. Klub uczestniczył w mistrzostwach Ukraińskiej SRR, a w 1992 został mistrzem Ukrainy. W 1993 klub debiutował w pierwszych Mistrzostwach Ukrainy. W 1996 zmienił nazwę na Nadija-Zaporiżkoks Zaporoże, a w 1998 na Zaporiżkoks Zaporoże.
Po zakończeniu sezonu 2001/02 z przyczyn finansowych klub zrezygnował z dalszych rozgrywek w najwyższej klasie rozgrywek ukraińskiego futsalu.

## Sukcesy
Sukcesy krajowe
- Mistrzostwo Ukrainy:
  - 1 miejsce (1x): 1992
  - 2 miejsce (2x): 1993/94, 1999/00
  - 3 miejsce (2x): 1994/95, 1998/99
- Puchar Ukrainy:
  - finalista (3x): 1992/93, 1993/94, 1999/00
- Pozostałe sukcesy:
- Międzynarodowy Turniej "Puchar Słowiańskich Państw":
  - 1 miejsce (1x): 1994

Sukcesy międzynarodowe
- Europejsko-Azjatycka liga w futsalu:
  - 1 miejsce (1x): 1993